# Haigang
Haigang (海港区,  Hǎigǎng Qū) ist ein chinesischer Stadtbezirk des Verwaltungsgebiets der bezirksfreien Stadt Qinhuangdao (秦皇岛市) in der Provinz Hebei. Er hat eine Fläche von 722,5 km² und zählt 862.717 Einwohner (Stand: Zensus 2010).

## Administrative Gliederung
Auf Gemeindeebene setzt sich der Stadtbezirk aus sieben Straßenvierteln und fünf Großgemeinden zusammen. 